# Afrikán Bogayevski
Afrikán Petróvich Bogayevski (en ruso: Африка́н Петро́вич Богае́вский; 8 de enero de 1873, Kámensk-Shájtinski, Imperio ruso- 21 de octubre de 1934, París, Francia), de la familia de los Cosacos del Don de Bogaewskich. Fue teniente general del Ejército Imperial ruso cuando la revolución rusa estalló en 1917, y uno de los líderes del grupo contrarrevolucionario movimiento blanco en Don Hsot. Atamán de la República del Don.
Desde muy joven estuvo involucrado en la milicia, sobre todo en la caballería, que era tradicional en la cultura guerrera cosaca. Ascendió muchos puestos hasta llegar a pertenecer al séquito de la realeza de Nicolás II. Fue uno de los tantos líderes del movimiento blanco, que combatía contra los bolcheviques liderados por Lenin, realizando diversas campañas de represión.
En 1917, fue apresado por los bolcheviques y poco antes de que fuese ejecutado, logró huir hacia Novocherkask, capital de los Cosacos del Don. Dirigió ataques en la región de Crimea, con ayuda del ejército de voluntarios, pero tras la victoria de los bolcheviques y la caída del zarismo ruso, Bogayevski se vio obligado a abandonar el país.
Viajó por diversas ciudades extranjeras, como Belgrado, Sofía, Constantinopla (en aquel entonces parte del Imperio Otomano) y en París, donde pasará los últimos años de su vida. En 1924, se convierte en uno de los fundadores de la Unión Cosaca.
Falleció en 1934 de un ataque al corazón, con 61 años de edad.

## Premios y distinciones honoríficas
- Orden de San Vladimiro, segunda clase
- Placa conmemorativa en Kamensk-Shakhinskiy
- Orden de Santa Ana
- Espada de oro por la valentía (Imperio ruso)
- Orden de San Estanislao
- Orden de la Espada (Suecia)
- Orden del Príncipe Danilo I (primera, segunda y quinta clase, Montenegro)
- Orden del León y el Sol (Persia)
- Orden del Águila Blanca (Serbia)
- Caballaro de la Orden de la Legión de Honor (Francia)
- Orden de San Miguel y San Jorge, segunda clase (Inglaterra)
- Honorario del pueblo cosaco de Zahlaminskoy (orden 441 del Ejército cosaco de Siberia, 3 de octubre de 1916)
- Honorario de las tropas cosacas de Chernomorsky Astrakhan

## Obras
- Afrikan P. Bogaewsky. Marcha de hielo 1918, publicada en Nueva York en 1963.